# Њу Маркет (Пенсилванија)
Њу Маркет (енгл. New Market) насељено је место без административног статуса у америчкој савезној држави Пенсилванија.

## Демографија
По попису из 2010. године број становника је 816.
| Група             | 2000.    | 2010.       |
| Белци             | 0 (0,0%) | 647 (79,3%) |
| Афроамериканци    | 0 (0,0%) | 48 (5,9%)   |
| Азијати           | 0 (0,0%) | 17 (2,1%)   |
| Хиспаноамериканци | 0 (0,0%) | 94 (11,5%)  |
| Укупно            | 0        | 816         |